# ブリタニック (客船・2代)

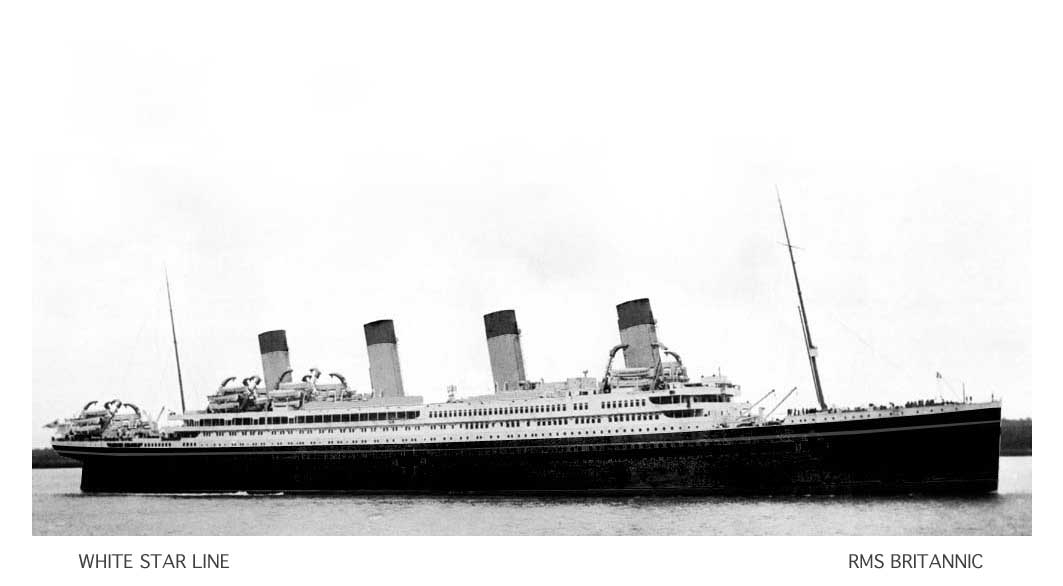
ホワイトスターライン社規定の色をまとうブリタニック。

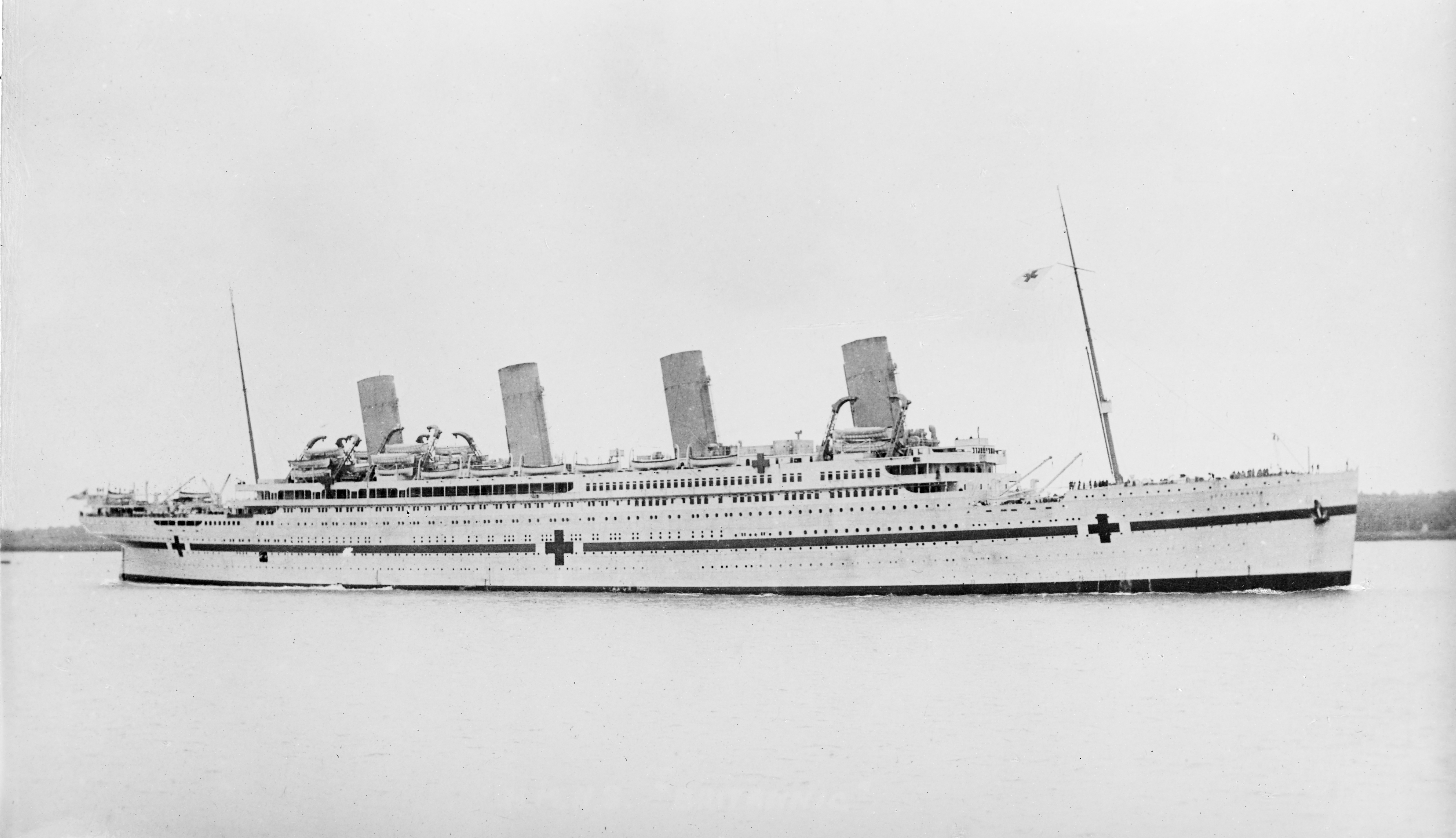
徴用され、塗装が変更されたブリタニック。

ブリタニック（英: HMHS Britannicは、イギリスの客船。オリンピックとタイタニックの姉妹船で、最後に竣工した。
20世紀初頭に造船業として勢力を保っていたハーランド・アンド・ウルフ社の会長から造船計画を提案され、ホワイト・スター・ライン社のジョセフ・ブルース・イズメイ社長が3隻の大型客船を発注したのが発端である。3隻まとめてオリンピッククラスと呼ばれていた。

## 船歴

### 構想
1907年、ホワイト・スター・ライン社のブルース・イズメイ社長とハーランド・アンド・ウルフ造船所のウィリアム・ジェームス・ピリー子爵（ベルファスト）は、キュナード・ライン所属のルシタニア号やモーリタニア号に対抗するべく、比類ない大きさの三つ揃いの船舶を建造することを決定した。これらの船は速さではなく、豪華さと安全性に重点を置くものとした。3隻の名称は後日決定され、それぞれの名称には設計者の意図を込めてオリンピック、タイタニック、ブリタニックと命名された。

### 造船
予算面とドックの条件で2隻のみ先立って造船され、1908年に一番船オリンピック、その1年後の1909年に二番船タイタニックに取りかかった。そしてオリンピックが進水した1911年に三番船の建造が発表された。
元来、この三姉妹の基本的な図面は全く同じであったが、先立って乗客を乗せ実際に航海した一番船オリンピックの問題面や改善点を受けて、二番船であるタイタニックには若干の仕様変更があった。
またオリンピック、タイタニックの船長を務めたエドワード・ジョン・スミスは、遅まきながら巨大船の操船に慣れが足りないことを自認すると、その扱いに熟練した人材を手配する。当時、オリンピック級に匹敵する巨大船ルシタニア号・モーリタニア号・アキタニアを保有していたキュナード・ライン社から、チャールズ・バートレットを引き抜くと、ブリタニックの艤装工事の監督と船長に就任させた。
ブリタニックもタイタニックの仕様を受けて造船される予定が、1912年4月15日に起こったタイタニック号沈没事故を受けて、設計が大幅に変更された。また、底部のみだった二重船底を側面まで延長し、さらに防水隔壁をBデッキまでかさ上げする処置がとられた（タイタニックではEデッキまで）。
さらに最上部のボート甲板、船尾楼甲板にはクレーン式のボートつり柱の取り付けが決定し、3等船客用の遊歩甲板は標準型救命ボート12隻で埋め尽くされた。このクレーンは短時間で多数のボートを下ろすことが出来た。
また、タイタニック沈没以前に内定していた船名「ジャイガンティック」(Gigantic＝巨大) からブリタニックに改名し、1914年にようやく進水式を迎える。

### 徴用
イギリス海軍の戦線が東に広がるにつれて、トン数を増やす必要性が高まった。1914年に進水式を迎えたブリタニックは、第一次世界大戦勃発により竣工が翌年に延ばされた。1915年5月にはエンジンの係留試験を完了し、緊急の就役に備えた。竣工直後の1915年12月12日、ブリタニックは海軍本部の命により病院船として徴用された。船体は純白に塗られ、緑のラインと赤十字をまとったブリタニックは、チャールズ・バートレットの指揮下に置かれた。
内部には3309台のベッドといくつかの手術室が設置された。上甲板の共用スペースは負傷者用の病室に転用された。Bデッキのキャビンは医師の生活空間、Dデッキのファーストクラスの厨房とレセプションルームは手術室に変わった。下部の船橋は軽症者の収容に使われた。医療機器は1915年12月12日に設置された。

### 最初の任務
1915年12月12日、リヴァプールにて業務に適していると宣されたとき、ブリタニックには看護師101人、下士官336人、士官52人、そして乗組員672人からなる医療チームが割り当てられた。12月23日、ブリタニックはリヴァプールを離れ、エーゲ海のリムノス島に位置するムドロス港に寄港し、病気やけがを負っていた兵士を降ろした。

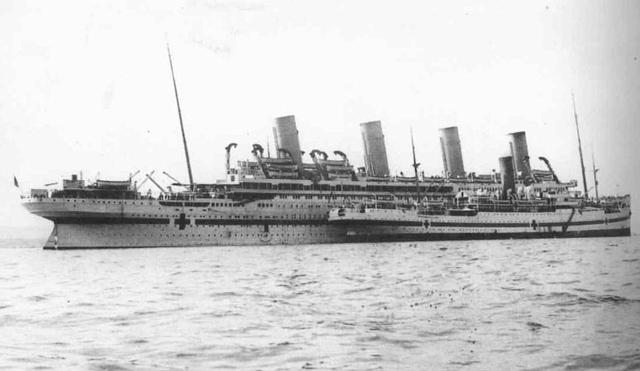
ムンドスにて、負傷者を乗船させるブリタニック。傍にいるのはHMHSガレカである。

ブリタニックは同じルートでモーリタニア号、アキタニア号及び姉妹船オリンピックと合流した。少し遅れて5隻目のスタテンダムが加わった。ブリタニックはムドロスに行く前にナポリに立ち寄り、石炭を補充している。帰国したブリタニックは4週間、ワイト島沖の水上病院として運用された。
3度目の航海は1916年3月20日から4月4日までであった。ダーダネルス海峡は1月に疎開されていた。兵役の明ける1916年6月6日、ブリタニックはベルファストのドックに帰ると、大西洋横断航路の客船にふさわしい改造が始まった。ホワイト・スター・ライン社は改造費の補助金として、イギリス政府から7万5000ポンドを受領している。改造は数ヶ月にわたって行われながら、徴用船として呼び戻しを受け、中断された。

#### 呼び戻された後
海軍本部は1916年8月26日にブリタニックを病院船として復帰させた。同年9月24日、ブリタニックは4度目の航海のため、地中海へ戻った。ナポリへ向かう途中の9月25日、激しい嵐に遭遇したが、無傷でこれを乗り越えた。10月9日、サウサンプトンに向かって出港、その後、5度目の航海としてムドロスに到着した時には、食品由来の疾病により乗組員が隔離されていた。
船内での生活はルーチン化されていた。午前6時に患者を起こし、船内を清掃。午前6時半に朝食を提供すると、船長が船内を見回って検査を行う。午後12時半に昼食、午後4時半にハイティーを提供。患者は食間 (食事と食事の間の時間) に治療を受け、また希望者は散歩ができた。午後8時半に患者は就寝し、船長が再び船内を見回った。看護師研修のために、看護教室が開かれていた。

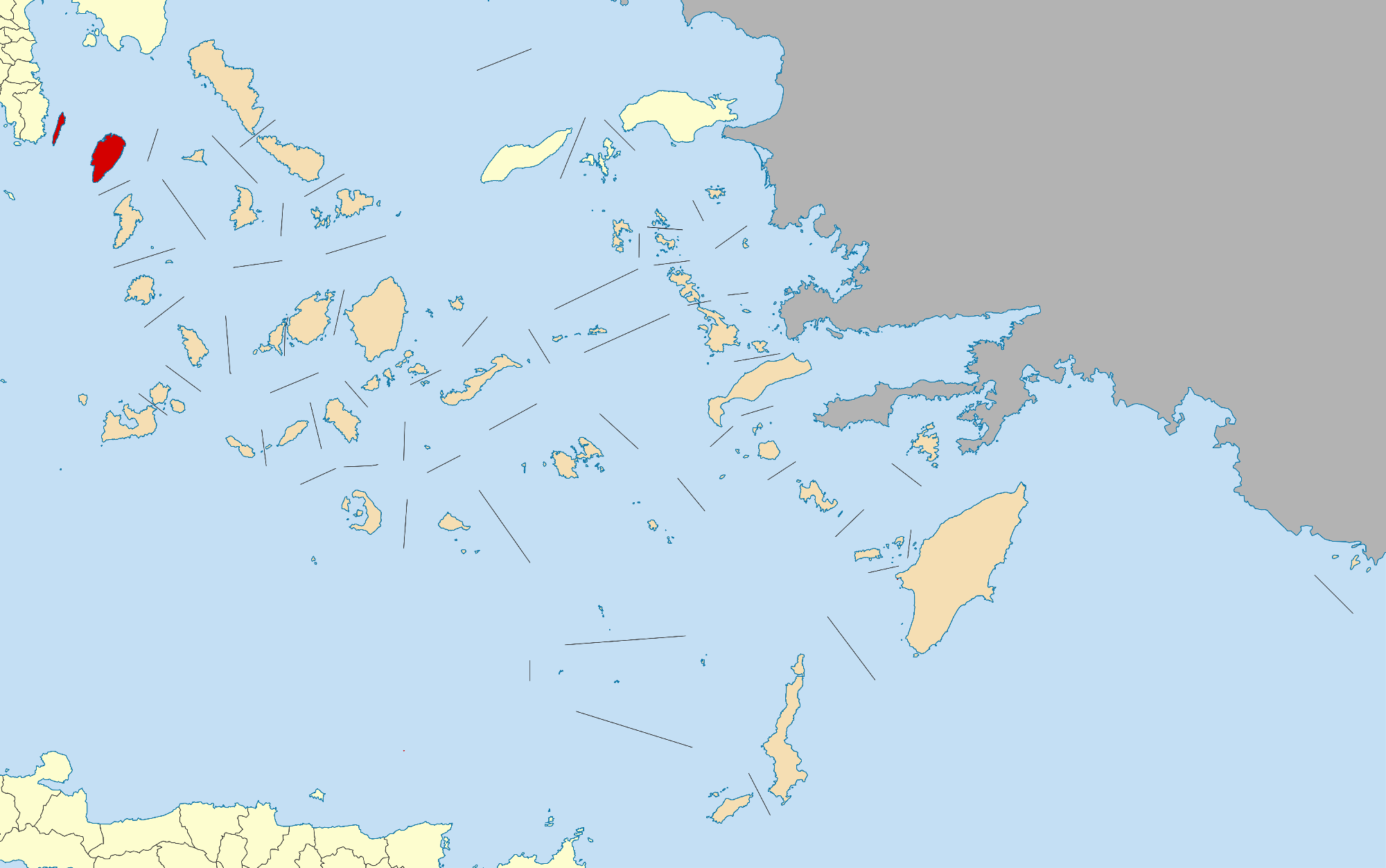
エーゲ海に位置するキクラゲア群島と、ケア島の位置。赤色の島がケア島。

### 最後の航海
1916年11月12日14時23分、ブリタニックはリムノス島へ向けてサウサンプトンから出航した。これはブリタニックの地中海での6度目の航海であった。11月15日夜中にジブラルタル海峡を通過し、11月17日朝に石炭と水の補給のためナポリに到着した。乗組員673名、陸軍医療団員315名、看護師77名の合計1065人が乗船していた。
嵐のため、ブリタニックは19日午後までナポリに停泊した。天候が回復した隙に出航したが、再び海は荒れ始めた。だが翌朝には嵐は収まり、ブリタニックは何の問題もなくメッシーナ海峡を通過した。11月21日の早暁にマタパン岬を回り、日の出すぎにケア島とスニオン岬をへだてるケア海峡に全速で入った。

#### 爆発
8時12分、ブリタニックに大きな衝撃が走った。原因の機雷は、1916年10月21日にグスタフ・ジース指揮下のUE1型Uボート、SM U-73が仕掛けたことが後に判明している。
食堂での反応は素早かった。医師や看護師はすぐに持ち場へと向かった。しかし、船に乗っていた者が全員、同じような反応をしたわけではなく、衝撃の少なかった船尾部では、多くの人は小さい船がぶつかったのだろうと思っていた。船長チャールズ・バートレットと副船長ヒュームはブリッジにおり、事態の深刻さはすぐに明らかとなった。爆発により、第一船倉と船首倉の間の水密隔壁が損傷していた。
バートレット船長はすぐさま水密扉を閉めて救難信号を送るように指示すると、乗組員に対して救命ボートを準備するよう命じた。すぐSOS信号が発せられ、周辺海域にいた数隻の船がこれを受信した。しかし、ブリタニックがそれらから返信を受け取ることはなかった。最初の爆発によって、アンテナ線が折れてしまっていた。つまり、送信はできるが、受信はできない状況に陥っていたのである。この時点で船長も無線通信士も、この事態を把握していなかった。
火夫の通り道にある水密扉が損傷、同じように第5・第6ボイラー室の水密扉もしっかりとは閉まらなかった。さらなる水が、船尾から第5ボイラー室へと流れ込んでいた。通常の船なら浮いていられる限界を超えても、ブリタニックは浮いていた。先頭の6つの区画が浸水しても浮くことができる構造で、第4・第5ボイラー室の間の重要な隔壁は損傷を受けておらず、理論上はブリタニックは沈まずに済むはずであった。
しかし、ブリタニックはその想定に反し、爆発の数分後には右側に傾斜し始めた。詳しくは後述するが、原因は看護師が命令に反して舷窓を開けており、ここから海水が入ったためである。船の傾斜が大きくなるにつれて水位は高くなっていき、第4・第5ボイラー室間の隔壁から水が流入し始めた。ブリタニックは6つの区画を超えて浸水し、もはや浮いたままではいられなくなった。

#### 脱出
ブリッジでは、バートレット船長が船を救う方策を考えていた。爆発からわずか2分で、第5・第6ボイラー室からは退避させなければならなくなった。爆発から10分後のブリタニックは既に、氷山衝突から1時間後のタイタニックと同じ状態になっていた。それから5分経過、Eデッキの開いた舷窓は海面下に沈んだ。第4・第5ボイラー室間の隔壁を乗り越えて入ってきた水により、ブリタニックは右舷側へ大きく傾いた。
バートレット船長は、船を座礁させるため (沈没の回避策)、島に向かって航行するように指示した。だが、右舷への傾斜と舵の重さで自力航行は困難で、爆発で操舵装置が壊され、舵を使った操縦はできなくなっていた。船長は左舷側のプロペラシャフト、すなわちスクリューを速く動かすように命じ、ブリタニックは島へ航路をとることができた。
これと並行して、病院の職員は脱出の準備をした。船長は救命ボートの準備は命じたが、ボートを降ろすことは許していなかった。船内にいた少数の患者と看護師が集められ、ハロルド・プリーストリー少佐は王立陸軍医療隊からの分遣隊をAデッキの後方に集め、誰も取り残していないことを確認するため、客室を点検した。
バートレット船長をはじめとする船員たちは必死で復原作業を続けたが、船の傾きはどんどん大きくなっていった。他の乗組員は傾きが大きくなりすぎることを恐れ、命令を待たずに救命ボートを降ろすことにした。ボートを降ろそうとした時、すでに船尾が持ち上がりつつあり、スクリューの羽が海面に露出していた。左舷から降ろした最初の2隻のボートは、そのスクリューに巻き込まれて破壊された。船長はエンジン停止を決断し、3隻目のボートを巻き込む直前でスクリューが停止した。

#### 最後の瞬間
8時50分までに、乗組員のほとんどは計35隻の救命ボートに乗って脱出した。この時点でバートレット船長は、沈没の速さが落ちたと判断すると脱出作業を中断、まだブリタニックが沈まずに済むかもしれないという希望を持ってエンジンを再起動した。しかしケア島に到着する前に船首部が海没してしまい、島に辿り着けないと悟った船長は、エンジン停止の最終命令を出し、船を放棄する合図として、2回、長い汽笛を鳴らした。ブリッジのすぐ下まで海面が迫ったため、船長と副司令官ダイクは折りたたみボートまで泳いでいき、そこで救命活動の整合を続けた。
ブリタニックは船首を沈めながら徐々に右舷側へ転覆していき、煙突が次々と倒れていった。全長は現場の水深（122m）より長かったので、船体がすべて海没する前に船首部が海底に接触、ブリタニックの船首は海底に押し付けられて破断し、船体は右側を下にして海底に横たわった。
船は頭を少し下げ、さらに少し下げ、さらにさらに下げた。甲板上の機械類はすべて、まるで子供のおもちゃのように海に落ちていった。そして、恐ろしいほどの急降下をし、船尾は数百フィートも宙に浮いた。最後の轟音とともに、船は深みへと消えていった。その音は、想像を絶するほどの激しさで海中に響き渡った…。 - ヴァイオレット・ジェソップ

#### 救助

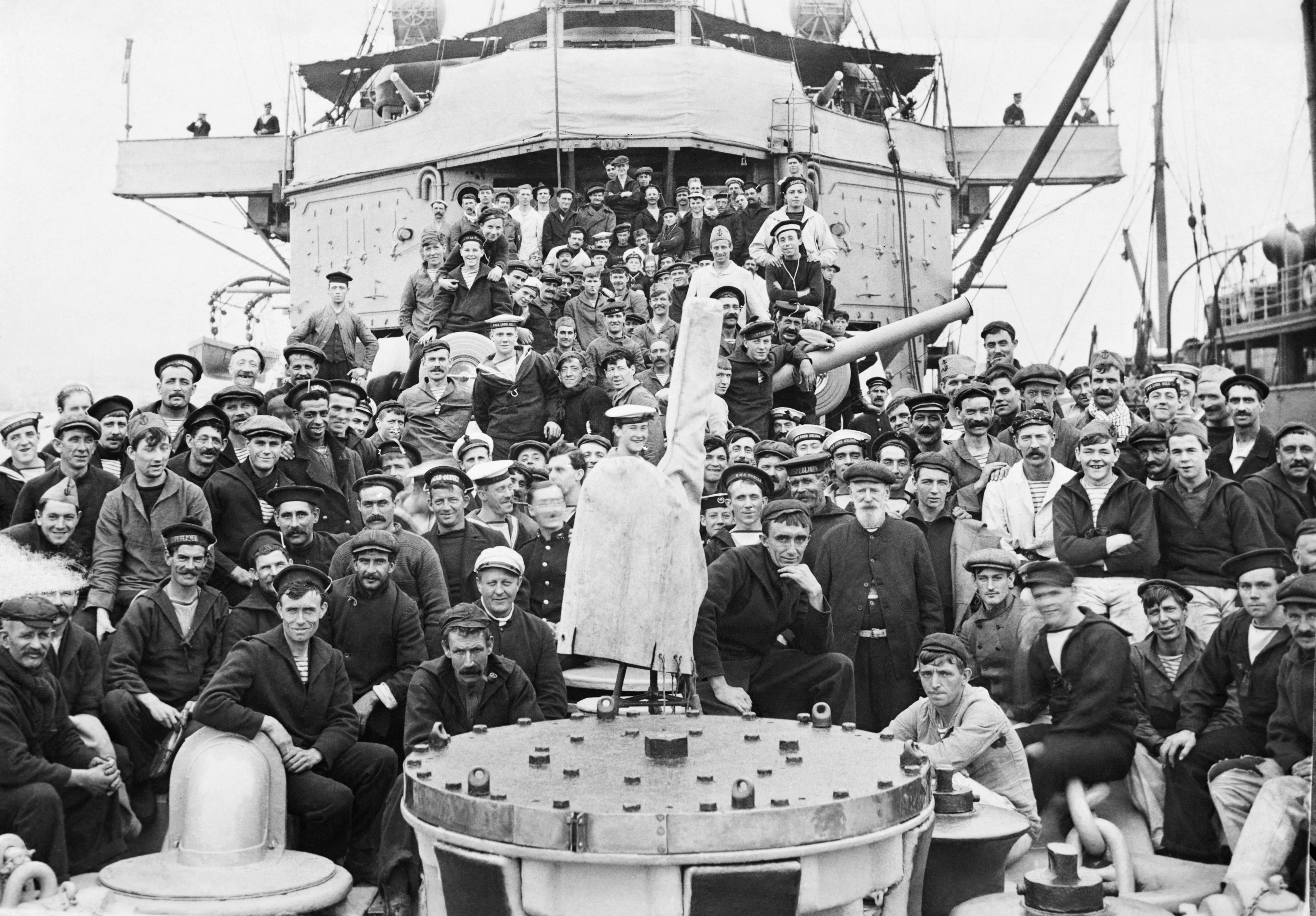
HMSスカージ甲板の生存者。

タイタニック号沈没事故と比較するとブリタニックの救助活動は、水温の高さ (タイタニックの零下2℃に対しブリタニックの20℃) と積んでいた救命ボートの数 (タイタニック20隻、ブリタニック35隻)、救助に当たる船の到着時間により、進捗が助けられた (タイタニックは3時間半待ち、ブリタニックは最初の救難信号発信から2時間程度)。
最初に現場に到着したのはケア島の漁師であり、生存者を漁船に載せて運んだ。10時0分にイギリス海軍G級駆逐艦HMSスカージが1隻目の救命ボートを発見、10分後に停船して339名を救助した。武装した蒸気船HMSヒロイックはすでにその数分前に到着しており、494名を救助した。
スカージとヒロイックの甲板には、それ以上の生存者を載せる空間がなくなったため、ケア島のコリシアに照会して生存者が到着済みと確認すると、ピレウスに向けて出発した。11時45分、G級駆逐艦HMSフォックスハウンドが現場海域に到着、海上の捜索後、午後1時に小さな港に停泊して医療支援を行い、残りの生存者を乗船させた。午後2時にはフォワード級偵察巡洋艦HMSフォアサイトが到着した。午後2時15分、フォックスハウンドはピレウスに向かって出発、残留したフォアサイトは負傷により死亡したウィリアム・シャープ軍曹の埋葬を手配する。
救助されながら船上で死亡した者もいた。ヒロイックで2名、フランス船籍のタグボートのゴリアトで1名が亡くなり、3名ともピレウスの海軍領事の墓地に埋葬された。最後の死者はG・ハニーコットであり、ピレウスにあるロシア病院で死去した。
生還者は合計1035名であった。死者21名の大半は、船尾が持ち上がり始めた際にスクリューに巻き込まれた2隻の救命ボートに乗り合わせていた。これら2隻で唯一の生存者は、タイタニックにも乗務した女性客室係のヴァイオレット・ジェソップであった。ボートの下に潜り、頭蓋骨折の重傷を負いながらも生き延びている。他の救命ボートに乗った人はほとんど救命されている。

## 海底調査
ブリタニックは海底に横倒しになって沈没している。船長のバートレットは、沈没の原因はUボートの魚雷によると考えていたが、第一次世界大戦後の英海軍の調査では結論がでなかった。ドイツ側に該当する攻撃記録はなかったが、U-73の艦長グスタフ・ジースは戦後、ブリタニックが触雷する3週間前に12個の機雷をケア海峡に敷設したと証言している。さらに沈没地点の南の海底域に、機雷の基部と思われる物体や本体の破片がソナーで確認され、敷設海域がドイツ側の記録と一致したことから、魚雷ではなく機雷によって沈没したと解明された。
1996年にケア海峡で本格的な探査が行われた。船首ウェルドック右側に非常に大きな破壊孔が発見されている。水深120メートルに沈む船体内部に入り、機関室とボイラー室を調査した結果、閉じるべき防水扉が数箇所、解放状態のまま発見された。敵潜水艦が出没する海域では扉を全て閉じることになっていたが、業務上、それでは不便きわまりないこと、浸水した時は扉の横にある手動レバーで閉じられることを理由に、解放したままにされたと思われる。
規則により全て閉じていたはずの舷窓が、多数、開いていたことも分かった。ブリタニックは元々、北大西洋航路用の船であり、冷房はなかった。暑い地中海航路では、ボイラー室の真上にあり海面に近いEデッキは、かなり蒸し暑かったに違いなく、そのため規則を破って多数の窓を開けたと推定される。これらの不始末はブリタニックの沈没を早めたと想像される。また、沈没の原因として石炭庫で粉塵爆発があったとも言われていたが、船体にその痕跡は認められなかった。

## 絵はがき
ブリタニックの絵はがき
- ドックで建造中のブリタニック
- 洋上のブリタニック。ホワイトスターライン社の民間船の塗装

## 関連作品
- 『ブリタニック』 (Britannic) （ブライアン・トレンチャード・スミス監督、2000年イギリス映画）

### 注
1. ↑   HMHSはHis Majesty Hospital Shipの略。国王つまりイギリス海軍の病院船を意味する。
2. ↑  この時、オリンピックも軍事物資輸送船として徴用されている。
3. ↑  このときジェソップは救急看護隊看護婦の制服を着ていた。

## 関連資料
出版年順
- 野間恒「有名客船物語(4)/オリンピック･タイタニック･ブリタニック」『世界の艦船』第404号、海人社、1989年3月、156-159 (コマ番号0080.jp2) 国立国会図書館内公開、doi:10.11501/3292188。
- 大内建二「「海難と戦没」落穂拾い(10)ブリタニック号の沈没/ジェネラル・スローカム号の大惨事/ヴィルヘルム・グストロフ号遭難の真実」『船の科学』第53巻第9号 (通号 623)、国土交通省海事局（監修）、2000年9月、doi:10.11501/3232060、ISSN 0387-0863、p.71-80 (コマ番号0037.jp2-)。国立国会図書館／図書館送信参加館内公開。
- トニー・ギボンズ（編著）「ブリタニック>BRITANNIC(英国/米国:1914年」『船の百科事典 : 紀元前5000年から現代まで : ビジュアル版』小島敦夫、小林則子（訳）、東洋書林、2005年、p.141, 214。全国書誌番号:20823974、ISBN 4-88721-640-8。原タイトル『The Encyclopedia of Ships』。